# 謝景蘭
謝景蘭（1921年9月14日—1995年4月19日），又名拉蘭（Lalan），法籍華裔畫家、音樂家、舞蹈家。1948年，隨第一任丈夫畫家趙無極前往法國。1958年，謝景蘭與趙無極離婚，並開始活躍於法國音樂、舞蹈界，曾與之合作的藝術家包括法籍日裔舞蹈家矢野英征（Hideyuki Yano）、法國新浪潮導演克里斯·馬克（Chris Marker）等。
謝景蘭的早期油畫多見書法線條；七十年代起，結合中國南宋山水畫特色與法國抒情抽象技法，樹立獨特風格；晚年回歸抽象，以純粹的線條與斷點，表現藝術家的精神世界。1971年，她融合舞蹈、音樂與繪畫，開創名為「景觀」 （Spectacle）的綜合藝術表演模式，獲得法國文化部獎金資助相關研究，並在法國各地的畫廊、文化中心巡迴演出。1975年，謝景蘭獲法國文化部授予藝術與文學勳章騎士勳位。其作品自1970年代起，獲法國文化部、巴黎市立現代美術館、巴黎龐比度中心、法國國立造型藝術中心、上海美術館、澳門藝術博物館等收藏。

## 生平
1921年9月14日，謝景蘭出生於中國貴州貴陽。父親謝根梅是清末維新官員，亦是參與辛亥革命的開明知識分子。母親樂碧純是貴州名門樂氏之女，其長兄樂森壁是第二屆庚子賠款留美學生，四兄樂森璕是中國著名古生物學家、地質學家。

### 早年生活
謝景蘭童年曾短暫在漢口、上海等地生活，七歲時隨家人定居杭州，入讀由美國傳教士開辦的杭州私立弘道女子中學，接受西方現代教育，並在課後學習鋼琴。1935年，謝景蘭與趙無極相識。二人在1937年訂婚，謝景蘭隨後跟隨趙無極入讀當時移址至重慶的國立藝術專門學校，專修音樂。1941年，她與趙無極前往香港註冊結婚，婚後返回重慶。中國抗日勝利後，謝景蘭進入上海音樂專科學校（上海音樂學院前身）深造，跟隨俄國聲樂家蘇石林，學習花腔女高音。後來因聲帶受傷，未能繼續相關訓練。

### 赴法進修
四十年代中，謝景蘭與趙無極決定前往法國深造，獲得趙無極父親的資助，前法國駐華使館文化專員、東方學家瓦蒂姆·艾利塞夫（Vadime Elisseeff）幫助二人取得法國簽證。1948年2月26日，趙氏夫婦乘搭「安德烈．勒邦」號（André Lebon）客輪前往法國，於4月1日抵達馬賽，其後入住巴黎14區綠磨坊街（Rue du Moulin-Vert）。
謝景蘭進入巴黎國立高等音樂舞蹈學院，跟隨大流士·米堯、奧立佛·梅湘與加隆兄弟（Jean & Noël Gallon）等學習賦格。其後，受瑪莎·葛蘭姆的紀錄片吸引，開始到美國中心（Le Centre American）接受「葛蘭姆技法」訓練，學習現代舞。
謝景蘭與趙無極曾參加「中國留法藝術學會」的聚會，認識吳冠中、潘玉良、常玉等居法華人藝術家。她亦與不少法國當代藝術家、畫廊創辦人有所往來，與法國詩人亨利·米修建立了深厚情誼。謝景蘭在1952年結識了後來的第二任丈夫——小提琴家范甸南（Marcel Van Thienen）。1954年，在米修推薦下，認識法裔美籍音樂家埃德加·瓦雷兹（Edgard Varèse），在巴黎跟隨他學習電子音樂作曲的技術。這段經歷改變了她的音樂創作路向。

### 跨界藝術
1957年，謝景蘭離開趙無極。一年後與范甸南結婚，並且將名字從「蘭蘭」（Lanlan）易為「拉蘭」（Lalan）。二人婚後成立電子音樂工作室，開始為舞蹈、電影製作配樂。謝景蘭亦在第二任丈夫的鼓勵下，嘗試繪畫。
六十年代，謝景蘭活躍於法國音樂圈。克里斯·馬克（Chris Marker）多次邀請謝景蘭為其影片作曲配樂，其中《以色列建國夢》（Description d'un combat）於1961年柏林電影節榮獲金熊奬，謝景蘭亦於同年獲法國作曲家與音樂編輯協會（La Sacem）認證為電影作曲家。
七十年代，謝景蘭融合音樂、繪畫、舞蹈，創立了名為「景觀」（Spectacle）的綜合藝術形式。1973年，謝景蘭憑研究計劃《平行研究：繪畫、音樂、舞蹈》（Recherches Paralleles sur la peinture, la musique er la danse）獲得法國文化部獎金，持續研究、發展這種新穎的綜合藝術形式。她為「景觀」表演創作的三聯畫《突然的藍》（Soudain Bleu），後來榮獲法國文化部永久收藏。
1975年，她榮獲法國文化部頒授「藝術與文學類騎士勳章」（Chevalier of Ordre des Arts et des Lettres）。

### 中法交流
1978年，謝景蘭曾代表法國電視二台牽線，前往北京提出中法合拍《絲綢之路》的計劃，但因粉碎四人幫後，中國局勢未穩，未能成事。1980年，法國總統瓦萊里·吉斯卡爾·德斯坦訪問中華人民共和國，與妻子於北京的法國領事館宴請華國鋒，當時宴會廳掛的正是謝景蘭的油畫《天空裡有處缺口》（Brèche dans le ciel）。1986年，謝景蘭引介貴州的地戲與侗族大歌，登上巴黎秋季藝術節（Festival d'automne à Paris）的舞台。

### 逝世
八十年代末，謝景蘭夫婦在法國南部博爾默勒米莫薩購置庭院別墅。她晚年的大部分畫作，皆在此地完成。
1995年4月19日，謝景蘭在博爾默勒米莫薩，因交通意外離世，享年74歲。

## 繪畫風格

### 1957-1969 書法符號抽象
1960年，謝景蘭在巴黎Creuze畫廊舉行生平首次的油畫個展，很快獲法國藝術界的關注。
作品以符號及書法式線條組成，色調濃烈，筆觸粗獷，時而暢快激動、時而滯厚凝重。如書法般的黑色線條是這時期的特色，粗黑簡單的線條舞動於一大片留白裡，既剛強亦柔韌。她創作時從不起草稿，完全是她直率自由的情感反射。

### 1970-1983 柔和內心風景
六十年代中期，她經歷了一段創作瓶頸。她需要一種新的語言。於是潛心研究中國古代山水畫，尤其是馬遠、夏珪的作品，並勤讀莊子的道家思想；又多次遊歷歐洲的名山大川，領略宇宙自然與生命的感通。
1969年開始，她參考中國傳統畫，創作了一些立軸及手卷的水彩紙本。其後繪製三屏巨畫《突然的藍》，並獲法國文化部購藏。從此開始一系列風景畫創作。
作品從抽象轉向具象，從極端的個人情感轉向追求意境的「內心風景」。畫面出現日月、山峰、岩石的輪廓。色調十分柔和，常用白色、淡黃、輕灰、淺棕。線條充滿節奏，如安魂舞曲的旋律，流露出一種安定的力量，反映她對生命的覺悟和內省。
1971年開始，她先後在巴黎的列普耶畫廊（Galerie Jacques Desbrières）、克列畫廊（Galerie Iris Clert）等個展上播放自己創作的電子音樂，在她的畫作前跳着現代舞，開啟音樂、舞蹈、繪畫合一的「綜合藝術」之先河。對她而言，音樂是為舞而作，舞的旋律最後也要融入畫裡。1973年，法國文化部更特別撥她一筆獎助金，作為研究、推廣「綜合藝術」之用。

### 1984-1995 回歸抽象
八十年代，謝景蘭多次回到中國，除了探望親人外，也四處旅行與參觀博物館，當地的自然風光與東方文化帶來新靈感。
晚期作品回歸抽象，與早期濃重風格相比，構圖用色更加熟練圓滿。色彩跳躍，對線條的運用達到了心手合一的境界。短促顫抖的線條如電子音樂的律動，連接的黑點如輕快的踏舞，輕重節奏分明，畫面充滿音樂愉悅感。
1990年，「歐亞文化交流協會」與「卡登藝文空間（Espace Pierre Cardin）」聯合為她舉辦大型個展，廣受好評。展品包括極具音樂美的《向埃德加·瓦雷兹（Edgard Varèse）致敬》（1985年），畫面以棕色和金黃為主，筆觸由左邊的輕盈漸到右端的複雜，表達她對這老師最誠摯的追念。

## 重要個展
- 「延綿之軀：謝景蘭作品回顧展」，亞洲協會香港中心，中國香港，2021年 [11]

- 「謝景蘭︰舞躍抽象」，蘇富比S|2藝術空間，中國香港，2019年 [12]

- 「謝景蘭——畫筆舞天地」，清邁當代藝術美術館，泰國清邁，2017-18年 [13]

- 「吟色舞墨——謝景蘭1958-1994作品回顧展」，季豐軒畫廊，中國香港，2016年 [14]

- 「謝景蘭社群二十週年」（Les 20 ans du Réseau Lalan），博爾默勒米莫薩博物館，博爾默勒米莫薩，2015年

- 「神韻舞色——謝景蘭繪畫」，香港大學美術博物館，中國香港，2011年 [15]

- 「蕙景蘭心——謝景蘭藝術回顧展」，國立歷史博物館，台灣台北，2010年 [16]

- 「蕙景蘭心——謝景蘭藝術回顧展」，澳門藝術博物館，中國澳門，2010年 [17]

- 「回聲．天堂——謝景蘭藝術回顧展」，浙江美術館，中國杭州，2009年 [18]

- 「意境．天堂——謝景蘭藝術回顧展」，上海美術館，中國上海，2009年 [19]

- 「拉蘭之畫」（Peintures de Lalan），卡登藝術空間（Espace Cardin），法國巴黎 ，1990年 [20]

- 「拉蘭」（Lalan），「三價3」（Trivalence 3）綜合藝術表演，謝景蘭與范甸南作曲，大眾之家（Maison pour tous），法國昆廷-伊夫林 ，1983年 [21]

- 「拉蘭」（Lalan），表演，海因里希．海涅故居（Maison Heinrich Heine），法國巴黎 ，1976年 [22]

- 「拉蘭」（Lalan），聶魯達文化活動中心畫廊（Galerie du centre d'action culturelle Pablo Neruda），費爾南·萊格青年文化中心（Maison des jeunes et de la culture Fernand Léger），法國科貝-伊森 ，1974年

- 「拉蘭」（Lalan），表演，多希尼廣場（Carré Thorigny），法國巴黎 ，1973年

- 「三價」（Trivalence），艾莉絲．克蕾賀畫廊（Galerie Iris Clert）籌辦 ，於小皇宮美術館「中國藝術五千年」（5000 ans d'art chinois）之展覽與表演，法國巴黎，1973年

- 「拉蘭」（Lalan），現代畫廊（Galerie Moderne），丹麥施克堡 ，1971年 [23]

- 「內外世界」（Intérieur-externe），舞、樂、畫並列的《循環》（Le Cycle）首演，舞者：傑耶慕·帕羅馬里（Guillermo Palomares），音樂：謝景蘭，列普耶畫廊（Galerie Jacques Desbrières），法國巴黎 ，1971年

- 「拉蘭」（Lalan），法國穆芙畫廊（Galerie Mouffe）主辦，紙背畫廊（Paperback Gallery），英國愛丁堡，1963年 [24]

- 「拉蘭」（Lalan），科茲畫廊（Galerie R. Creuze），法國巴黎，1960年 [25]

## 重要聯展
- 「綠磨坊街—趙無極、謝景蘭、皮耶．蘇拉吉、尼古拉．德．斯塔埃爾、山姆．弗朗西斯、喬治．馬修聯展」，季豐軒畫廊，中國香港，2018年
- 「來自巴黎的微風」，與曾海文、熊秉明、潘玉良、常玉聯展，誠品畫廊，台灣台北，2014年
- 「法蘭西島藏品全系列」（或接近全系列）（Toute la collection du Frac Ile-de-France [ou Presque]），瓦爾德馬捺當代藝術美術館（Musée d'art contemporain du Val-de-Marne），法國塞納河畔維特里
- 「三位女性，三種探索——洛貝塔．歌莎列、茵．皮婭」（3 Femmes, 3 Recherches – Roberta Gonzalez, Lalan, Yann Piat），市政廳博物館（Musée de l’hotel de ville），法國勒拉旺杜 ，1994年
- 「詩歌日」（Journées Pour la poésie），吉美國立亞洲藝術博物館（Musée Guimet），法國巴黎 ，1992年
- 「血」（Le Sang），巴黎醫院博物館（Musée des hôpitaux de Paris），法國巴黎，1991年
- 「向艾莉絲．克蕾賀致敬」（Hommage à Iris Clert），由聯合國教科文組織、希臘文化部、巴黎市政府聯合贊助，大皇宮，法國巴黎，1988年
- 「巴黎的中國畫家」（Artistes chinois de Paris），第七區市政廳（Mairie du 7e arrondissement），法國巴黎，1983年
- 「拉蘭 畫—范甸南 動態雕塑」（LALAN peintures – VAN THIENEN sculptures en mouvement），伊昂内文化中心（Centre culturel de I'Yonne）主辦，聖日耳曼修道院，法國歐塞 ，1981年
- 「大女性，小格式」（Grandes femmes, petit format），艾莉絲．克蕾賀-克里斯托弗畫廊（Galerie Iris Clert-Christofle），法國巴黎，1974年
- 「1950年後法國藝術博覽會」（Arte francesa depois de 1950），卡勞斯．古本甘基金會（Fundação Calouste Gulbenkian），葡萄牙里斯本，1971年
- 「法國當代藝術的三種趨勢」（Trois tendances de l'art contemporain en France），美術宮（Palais des Beaux-Arts），比利時布魯塞爾，1970年
- 「國際原畫展」（Exposition internationale de dessins originaux），現代藝術博物館，南斯拉夫里耶卡，1968年
- 「第二十二屆五月沙龍」（22e Salon de Mai），巴黎現代藝術博物館（Musée d'art moderne de Ia Ville de Paris），法國巴黎，1966年

## 書籍出版
- 湯令儀（Rinnie Tang）、皮耶·哥倫貝（Pierre Colombel）編：《謝景蘭的繪畫》（Peintures de Lalan），巴黎：卡米·瑪莉-昂治（Rémy Marie-Ange），1990年5月。
- 祖斯安·盧治曼（Josiane Rougemont）編：《LALAN蘭》，曼谷：尚-米歇爾·伯德萊（J.M. Beurdeley），1999年。
- 上海美術館編：《謝景蘭畫集》，上海：上海人民美術出版社，2009年6月。
- 褟廣瑜等編：《蕙景蘭心——謝景蘭藝術回顧》，澳門：澳門藝術博物館，2010年3月。
- 拉斐爾·杜培伊（Dupouy Raphaël）編：《謝景蘭與范甸南：於勒拉旺杜之作品收藏》（Lalan,Van Thienen: La Collection du Lavandou），勒拉旺杜（Le Lavandou）：謝景蘭社群（Réseau Lalan），2010年6月。
- 誠品畫廊編：《來自巴黎的微風》，台灣：誠品股份有限公司，2014年5月。
- 蘇富比編：《蘭蘭 Lalan》，香港：蘇富比，2015年。
- 艾力克·班納·布斯（Eric Bunnag Booth）、尚-米歇爾·伯德萊（Jean-Michel Beurdeley）編：《謝景蘭——畫筆舞天地》（Lalan: The Cosmic Dance of the Paintbrush），曼谷：尚-米歇爾·伯德萊（Jean-Michel Beurdeley），2017年。
- 蘇富比編：《謝景蘭：舞躍抽象》，香港：蘇富比，2019年5月。
- 治洪·吉爾（Jérôme Gilles）等編：《1950年代的女性藝術家—抽象繪畫及雕塑》（Femmes années 50. Au fil de l'abstraction, peinture et sculpture），巴黎：哈珊發行（Éditions Hazan），2019年12月。

## 收藏
謝景蘭的畫作廣獲世界各地藝術機構與博物館收藏，其中包括：
- 巴黎現代藝術博物館 (Musée d'Art Moderne de la Ville de Paris) [26]

- 當代藝術區域基金（FRAC）- 法蘭西島藏品（île-de-france）[27]

- 巴黎龐比度中心–法國國立現代美術館 [28]

- 法國國立造型藝術中心 [29]

- 澳門藝術博物館

- 上海美術館

- 浙江美術館